# Astragalus venulosus
Astragalus venulosus är en ärtväxtart som beskrevs av Pierre Edmond Boissier. Astragalus venulosus ingår i släktet vedlar, och familjen ärtväxter. Inga underarter finns listade i Catalogue of Life.